# Colorant de caramel

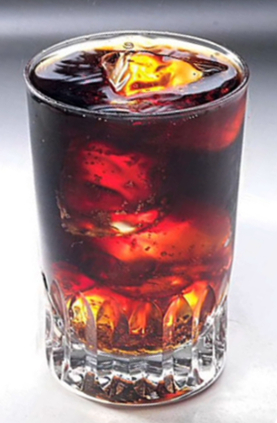
Les begudes representen les tres quartes parts de la demanda del colorant de caramel

El colorant de caramel o color de caramel és un colorant alimentari soluble en aigua. Està fabricat per un tractament amb calor controlat de carbohidrats en general en presència d'àcids, àlcalis i sals, en un porcés anomenat caramelització. El colorant de caramel està més completament oxidat que els caramels candy i fa olor de sucre cremat i un gust un xic amarg. El seu color va de groc pàl·lid a ambre o marró fosc.
El colorant de caramel és un dels colorants alimentaris més antics i més àmpliament usats. Es troba en molts productes incloent: cervesa, pa bru, xocolata, galetes, licors, gelats, begudes especialment les de cola, vinagres i altres. Les restriccions en el seu ús varien segons els països.

## Producció
El caramel es fa escalfant carbohidrats sols o en presència d'àcids, àlcalis i/o sals químiques. El caramel es fa a partir de productes de grau alimentari com la fructosa, dextrosa, glucosa, sucre invertit, sacarosa, malta d'ordi, melassa, midons hidrolitzats i les seves fraccions. Els àcids, també de grau alimentari que es fan servir són àcid sulfúric, àcid sulfurós, àcid fosfòric, àcid acètic, i àcid cítric; els àlcalis són hidròxid d'amoni, hidròxid de sodi, hidròxid de potassi i hidròxid de calci; les sals són carbonat d'amoni, carbonat de sodi, carbonat de potassi, hidrogencarbonats, fosfats, sulfats, hidrogensulfits. El poliglicerol, èsters i àcids grassos es poden fer servir com ajudants en el procés de fabricació. El seu color va del groc pàl·lid a l'ambre o marró fosc.
Les molècules de colorant de caramel poden portar càrregues positives o negatives depenent dels reactius que s'usin en fabricar-lo. Els problemes com la precipitació química, la floculació o la sedimentació es poden eliminar usant la càrrega adequada.

## Classificació
Internacionalment la United Nations Joint Food and Agriculture Organizatoin/World Health Organization Expert Committee on Food Additives (JECFA) reconeix quatre classes de colorant de caramel, segons els reactius que s'usin en la seva fabricació:E150a, E150b, E150c i E150d

## Color

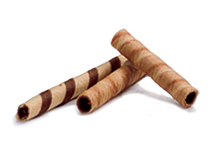
Bastonets amb colorant de caramel

La Intensitat de color (poder tinctori) està definit com l'absorbància d'una solució d'1 mg/mL (0,1%) en aigua, usant longitud d'ona de 610 nanòmetres (o 560 nm per al poder tinctori).
El to de color del colorant de caramel també és important. Es defineix per l'índex Linner, en general com més alt és el poder tinctori, KO.56, més baix és l'índex de to Linner.

## Funcions addicionals
El colorant caramel és un col·loide. Una altra funció és d'emulsidor per inhibir certs tipus de floculacions i, per la protecció contra la llum, evita l'oxidació dels components de les begudes.

## Toxicologia
Internacionalment la JECFA ha estblert la ingestió diària acceptable, Acceptable Daily Intake (ADI) de la classe 1 delcolorant de caramel com "no especificada", la de la classe 2 com 0-160 mg/kg delpes del cos; de classe 3 com 0-200 mg/kg i la de classe 4 com 0-200 mg/kg de pes corporal.
El colorant de caramel té una excel·lent estabilitat microbiològica. Pel seu sistema de fabricació essencialment estèril.

## Al·lèrgies
El colorant de caramel es fabrica de molts productes que són al·lèrens comuns com la glucosa o altres però no conté gluten. Per tant, les persones amb al·lèrgies han de saber quin és l'origen del colorant de caramel abans de consumir-lo.